# تایمز گروپ
تایمز گروپ (انگلیسی: The Times Group) یک شرکت سهامی خاص شامل بنت، کلمن و شرکا است که معمولاً به عنوان تایمز گروپ شناخته می‌شوند. این شرکت طبق گزارش فایننشال تایمز از مارس ۲۰۱۵، بزرگ‌ترین کوورسازی رسانه‌ای هند است. دفتر حسابرسی تیراژ هند در ماه مه ۲۰۱۴ گزارش داد که تایمز هند با تیراژ ۳۳٬۲۱٬۷۰۲ حائز بالاترین تیراژ در بین روزنامه‌های انگلیسی‌زبان در جهان شناخته می‌شود. این شرکت همچنان با کسب‌وکار تجارت خانوادگی و داشتن خانواده ساهو جین دارای بیش‌ترین سهام در تایمز گروپ است.
تایمز گروپ بیش از ۱۱٬۰۰۰ کارمند و عواید بیش از ۱٬۵ میلیارد دلار را دارد.

## تاریخچه
در ۳ نوامبر ۱۸۳۸، بامبی تایمز و مجله تجاری برای اولین بار منتشر گردید و پیش از آن، این مجله به ایندیان تایمز موسوم بود. این مجله دو هفته یکبار منتشر می‌شد، تا اینکه در ۱۸۵۰ رسماً به یک روزنامه تبدیل شد و در ۱۸۵۹ این روزنامه با دو رسانه دیگر در بامبی تایمز و استاندارد تحت سردبیری رابرت نایت ادغام شد. دو سال بعد، در ۱۸۶۱، روزنامه با عنوان ایندیان تایمز، در سطح ملی گسترش پیدا کرد. متعاقباً ایندیان تایمز بارها شاهد تغییر مالکیت خود بود تا اینکه در ۱۸۹۲ یک روزنامه‌نگار انگلیسی به نام توماس جول بنت به همراه فرانک موریس کلمن (که بعداً در جنگ جهانی دوم در ۱۹۱۵ در کشتی اس‌اس پرشیا (۱۹۰۰) توسط آلمان‌ها غرق شد) روزنامه را از طریق شرکت سهامی جدید خود به نام بنت، کلمن با مسئولیت محدود خریداری کردند. در آن زمان حدود ۸۰۰ نفر در این روزنامه مشغول به کار بودند.
این شرکت که در آن زمان در گروه تایمز آو ایندیا ادغام شده بود، در۱۹۴۶ توسط رامکریشنا دالمیا صنعتگر بریتانیایی از مالکان بریتانیایی آن گرفته شد.
رامکریشنا دالمیا (۷ آوریل ۱۸۹۳–۲۶ سپتامبر ۱۹۷۸) یک صنعتگر پیشگام و بنیانگذار گروه دالمیا- جین یا گروه دالمیا و گروه تایمز بود. این نام به صورت‌های مختلف به صورت رم کریشنا دالای ما و رم کیشان دالمیا نوشته می‌شود. در ۱۹۴۷، دالمیا با انتقال پول از یک بانک و یک شرکت بیمه که رئیس آن بود، غول رسانه ای بنت، کلمن را خریداری کرد. در ۱۹۵۵، این موضوع مورد توجه فیروز گاندی، نماینده سوسیالیست پارلمان قرار گرفت که بخشی از حزب حاکم کنگره به رهبری پدرزنش جواهر لعل نهرو بود. در دسامبر ۱۹۵۵، او موضوع را در مجلس مطرح کرد و به‌طور گسترده نقل و انتقالات مختلف وجوه و واسطه‌هایی را که از طریق آنها تملک مالی انجام شده بود، مستند کرد. این پرونده توسط کمیسیون تحقیق ویوین بوز مورد بررسی قرار گرفت.
در پرونده دادگاهی که پس از آن، وکیل برجسته بریتانیایی سر دینگل مکینتاش فوت وکالت آن را انجام داد، او به دو سال زندان در تیهار محکوم شد. اما بیشتر مدت زندان را در بیمارستان سپری کرد. پس از آزادی، دامادش ساهو شانتی پراساد جین که مدیریت کمپانی بنت، کلمن با مسئولیت محدود را به او سپرده بود، تلاش‌هایی که انجام شد برای از سرگیری مدیریت شرکت را رد کرد.
در طول مدتی که در زندان بود، این شرکت توسط دامادش ساهو شانتی پراساد جین اداره می‌شد. جین چند سال بعد شرکت را خریداری کرد و در سال‌های بعد شرکت عمدتاً توسط خانواده او اداره می‌شد. این شرکت با تأسیس روزنامه‌های مختلف و نسخه‌های محلی تایمز هندوستان، حضور خود را در حوزه رسانه هند گسترش داد.

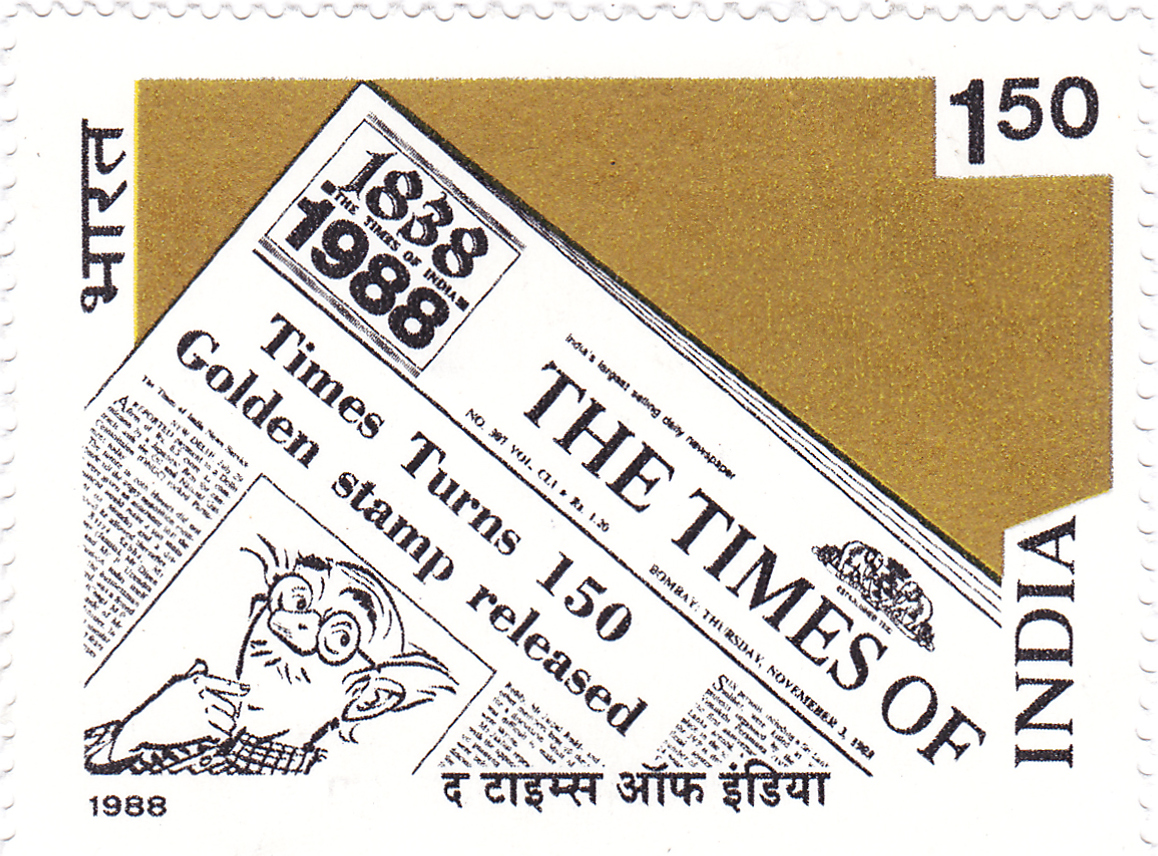
تمبر تایمز هندوستان ۱۹۸۸

## افول و تجدید
مطبوعات ایندیان تایمز تعدادی مجلات اثرگذار انگلیسی را به انتشار رساندند از جمله (هفته نامه مصور هند ۱۸۸۰–۱۹۹۹۳) یا مجله هندی (دارمویگا ۱۹۴۹–۱۹۹۷، ساریکا، دینامانی ۱۹۶۵–۱۹۹۰، پاراگ ۱۹۵۸–۱۹۹۰ نویسندگان برجسته از جمله کوان‌شهوس)، یا مجله سینگ، دارمویر بهارتی، آگییا و سروشوار دیال ساکسنا. با این حال، این سازمان با مشکلات مالی متعددی مواجه گردید و باعث شد اکثر آن‌ها در دهه ۱۹۹۰ تعطیل شدند.
پسران ساهو آشوک جین، ساهو سمیر جین و وینیت جین با سرمایه‌گذاری‌های جدیدتر و سودآورتر توانستند موفقیت مالی گروه ایندیان تایمز را احیا کنند.

## دارایی

### انتشارات
- تایمز هند، بزرگ‌ترین تیراژ از هر روزنامه انگلیسی زبان در جهان، با ۲٫۸ میلیون نسخه.
- اکونومیک تایمز
- نوبهارات تایمز
- ماهاراشترا تایمز
- ای سمای
- ویجایا کارناتاکا

### کانال‌های تلویزیونی
گروه تایمز مالک کانال‌های زیر است:
| کانال              | زبان              | رده         | SD/HD دسترسی | یادداشت‌ها         |
| ------------------ | ----------------- | ----------- | ------------ | ----------------- |
| فیلم الان          | زبان انگلیسی هندی | فیلم        | SD+HD        |                   |
| MNX                | زبان انگلیسی هندی | فیلم        | SD+HD        | سابقافیلم الان ۲  |
| رامدی الان         | زبان انگلیسی هندی | فیلم        | SD           |                   |
| MN+                | زبان انگلیسی هندی | فیلم        | HD           |                   |
| تایم الان          | زبان انگلیسی هندی | اخبار       | SD+HD        |                   |
| آینه الان          | زبان انگلیسی هندی | اخبار       | SD           | عوض شدجادو الان   |
| ET Now             | زبان انگلیسی هندی | اخبار تجاری | SD           |                   |
| زوم                | زبان هندی         | Music       | SD           |                   |
| زمان نوبهارات الان | زبان هندی         | اخبار       | SD+HD        |                   |
| ئی تی الان سوئدش   | زبان هندی         | اخبار تجاری |              | راه‌اندازی ۴ اکتبر |

### تایمز بیزینس سولوشن با مسئولیت محدود
تایم بیزینس سولوشن - یک بخش از تایمز اینترنت با مسئولیت محدود شرکتی است که کاملاً متعلق به بنت کلمن می‌باشد و محدود به (گروه تایمز) می‌باشد. تایم بیزینس سولوشن وب سایت‌هایی را در زمینه‌هایی مانند استخدام، املاک و مستغلات و ازدواج مانند سیمپلی مری دات کام توسعه داده‌است.
تایم بیزینس سولوشن به عنوان یک بخش از BCCL در سال ۲۰۰۴ با مأموریت ایجاد محلی به منظور تبادل جویندگان کار و کارفرمایان در اینترنت آغاز شد. با رشد سرعت اینترنت و رسیدن به یک سرمایه‌گذاری بسیار سودآور، تایم بیزینس سولوشن – بخشی از تایمز اینترنت با مسئولیت محدود را به عنوان «ابتکارات اینترنتی» BCCL ایجاد کرد. گروه تایمز همراه با سایرین در سپتامبر ۲۰۱۹ در مغول یارد با هزینه ۲۰میلیون دلار سرمایه‌گذاری کردند.

### تایمز اینترنت
مقاله اصلی: تایمز اینترنت
- اینترنت تایمز یک شرکت هندی است که مالک، فعالیت و سرمایه‌گذاری در محصولات، خدمات و فناوری‌های مختلف مبتنی بر اینترنت است.

### رادیو میرچی
- رادیو میرچی یک شبکه سراسری از ایستگاه‌های رادیویی FM خصوصی در هند است.